# Maël Renouard
Pour les articles homonymes, voir Renouard.
Maël Renouard, né le 20 avril 1979, est un philosophe, écrivain et traducteur français.

## Biographie
Maël Renouard est ancien élève de l'École normale supérieure de la rue d'Ulm et agrégé de philosophie.
Il a enseigné la philosophie comme allocataire moniteur normalien à l'université Paris-1 Panthéon-Sorbonne entre 2002 et 2006, puis comme attaché temporaire d'enseignement et de recherche à l'École normale supérieure entre 2006 et 2009.
Il est l'une des « plumes » de François Fillon, comme conseiller technique chargé des discours au cabinet Premier ministre, de 2009 à 2012, puis comme assistant parlementaire, de 2013 à 2015. Il est, concernant ce dernier emploi, soupçonné d'emploi fictif au moment où éclate l'affaire Fillon, en 2017, dans la mesure où il ne revendiquait pas ce poste d'assistant parlementaire avant que fût révélé qu'il avait touché une rémunération à ce titre. Une enquête du parquet national financier est ouverte au sujet des conditions d'écriture du livre Faire de François Fillon. L'affaire rebondit le 3 février 2023.
Il  traduit Nietzsche, Joseph Conrad, Arthur Schnitzler. Sa traduction du Banquet de Platon a été adaptée et mise en scène par Juliette Deschamps à l'Auditorium du Louvre en mars 2007.
Il reçoit le prix Décembre 2013 pour la nouvelle (publiée individuellement dans un petit volume) La Réforme de l'opéra de Pékin.
Il est nommé chevalier des Arts et Lettres par arrêté du 16 janvier 2014.
Son roman L’Historiographe du royaume, publié en septembre 2020, figure parmi les quatre finalistes du Prix Goncourt. Il fait également partie des trois finalistes du grand prix du roman de l'Académie française.

## Cinéma
Il a régulièrement écrit pour la revue Trafic entre 2004 et 2010 et il fait une brève apparition dans La Frontière de l'aube de Philippe Garrel en 2008.

## Œuvres
- L'Œil et l'Attente. Sur Julien Gracq, Chambéry, France, Éditions Comp’Act, coll. « La bibliothèque volante », 2002, 108 p.,  (ISBN 978-2-8766-1280-8)
- Yves Bonnefoy, image et mélancolie, encres d’Isabelle Raviolo, Paris, La Dame d'onze heures, 2009, 69 p.,  (ISBN 978-2-9529-5170-8)
- La Réforme de l'opéra de Pékin, Paris, Payot & Rivages, 2013, 94 p.,  (ISBN 978-2-7436-2618-1) — prix Décembre 2013
- Fragments d'une mémoire infinie, Paris, Grasset, coll. « Figures », 2016, 270 p.,  (ISBN 978-2-2468-5459-3)[8]
- Notes sur Lascaux, Paris, Editions du Sandre, 2018, 30 p.,  (ISBN 978-2-3582-1125-3)
- Éloge de Paris, Paris, Payot & Rivages, 2019, 109 p.,  (ISBN 978-2-7436-4753-7)
- L'Historiographe du royaume, Paris, Grasset, 2020, 336 p.,  (ISBN 978-2-2468-1526-6), finaliste du Prix Goncourt 2020
- Éloge des librairies, Paris, Payot & Rivages, 2022, 122 p.,  (ISBN 978-2-7436-5327-9)